# Pandanus inokumae
Pandanus inokumae är en enhjärtbladig växtart som beskrevs av Ryozo Kanehira. Pandanus inokumae ingår i släktet Pandanus och familjen Pandanaceae. Inga underarter finns listade.